# Eric Agueh
Eric Agueh (* 13. April 1972) ist ein beninischer Sprinter, der für sein Land an den Olympischen Sommerspielen 1996 als einer von fünf Sportlern teilnahm.
Auf der 100-m-Distanz schied er in Vorlauf 11 mit einer Zeit von 10,98 s als achter von acht Startern aus. Dabei lief er in der Bahn neben dem späteren Olympiasieger Donovan Bailey, der auch den Vorlauf als erster beendete. Beim 4-mal-100-Meter-Staffellauf trat er ebenfalls an. Im vierten Vorlauf belegte seine Staffel mit 40,79 s den sechsten Rang unter acht Teams.

## Persönliche Bestzeiten
- 100 Meter: 10,79 s (1994)